# Mohamed Boudiaf International Airport
Mohamed Boudiaf International Airport är en flygplats i Algeriet. Den ligger i den norra delen av landet, 300 km öster om huvudstaden Alger. Mohamed Boudiaf International Airport ligger 690 meter över havet.
Terrängen runt Mohamed Boudiaf International Airport är platt åt sydost, men åt nordväst är den kuperad. Runt Mohamed Boudiaf International Airport är det tätbefolkat, med 411 invånare per kvadratkilometer. Närmaste större samhälle är Constantine, 9,9 km norr om Mohamed Boudiaf International Airport. Trakten runt Mohamed Boudiaf International Airport består till största delen av jordbruksmark.